# Historia de los judíos en Grecia
A lo largo de los años muchas comunidades judías han residido en territorio griego siendo consideradas parte de la historia del lugar. Algunas de ellas, han residido en la región de manera organizada durante más de 2.000 años. El 1.er grupo judío instalado en Grecia fue el de los romaniotes o "judíos griegos". Tras los romaniotes, llegaron los sefardíes, que alcanzaron gran prosperidad en ciudades como Salónica durante la dominación otomana de Grecia. En la actualidad, la comunidad judía de Grecia cuenta sólo con 5.500 personas, que se concentran, principalmente, en Atenas, Salónica, Larisa, Volos, Calcis, Ioánina, Trikala y Corfú, quedando tan solo unos pocos en Kavala y Rodas.

## La cultura judía de Grecia
La mayor parte de judíos instalados hoy en Grecia son sefardíes, a pesar de que dicho país ha sido también cuna de la peculiar cultura de judíos romaniotas. Junto a estos 2 grupos, han existido también pequeñas comunidades askenazíes, en Salónica y otros lugares.

### Romaniotes
Los romaniotas llegaron a las islas hace más de 2.000 años. Su lengua histórica era el Yevanic, un dialecto de la lengua griega. Las mayores comunidades se hallaban en Ioannina, Tebas, Chalcis, la isla de Corfú, Artá, Corinto y las islas de Lesbos, Quíos, Samos, Rodas, y Chipre. Los romaniotas han seguido, históricamente, una cultura distinta a la de los sefardíes, algunos de los cuales se instalaron en Grecia después de la expulsión en 1492 de los judíos españoles. Todos excepto un pequeño número de habitantes de Ioánina, la comunidad más grande diferente a la cultura sefardita, murieron en el Holocausto. La comunidad de Ioánina hoy sólo consta de 35 romaniotes vivos.[cita requerida]

### Los sefardíes de Grecia
La mayor parte de los judíos en Grecia son sefardíes cuyos antepasados partieron de España y Portugal. Un gran número de ello se instaló en Tesalónica La lengua tradicional de sefardíes griegos era el ladino que hasta el Holocausto era tan solo una mezcla de turco otomano, con influencias balcánicas e hispanas ", conocido para su nivel de educación. La Fundación para el Avance de Estudios sefarditas y Cultura llama la comunidad sefardita de Thessaloniki " irrefutablemente uno de los más importantes en el mundo ".

## Historia

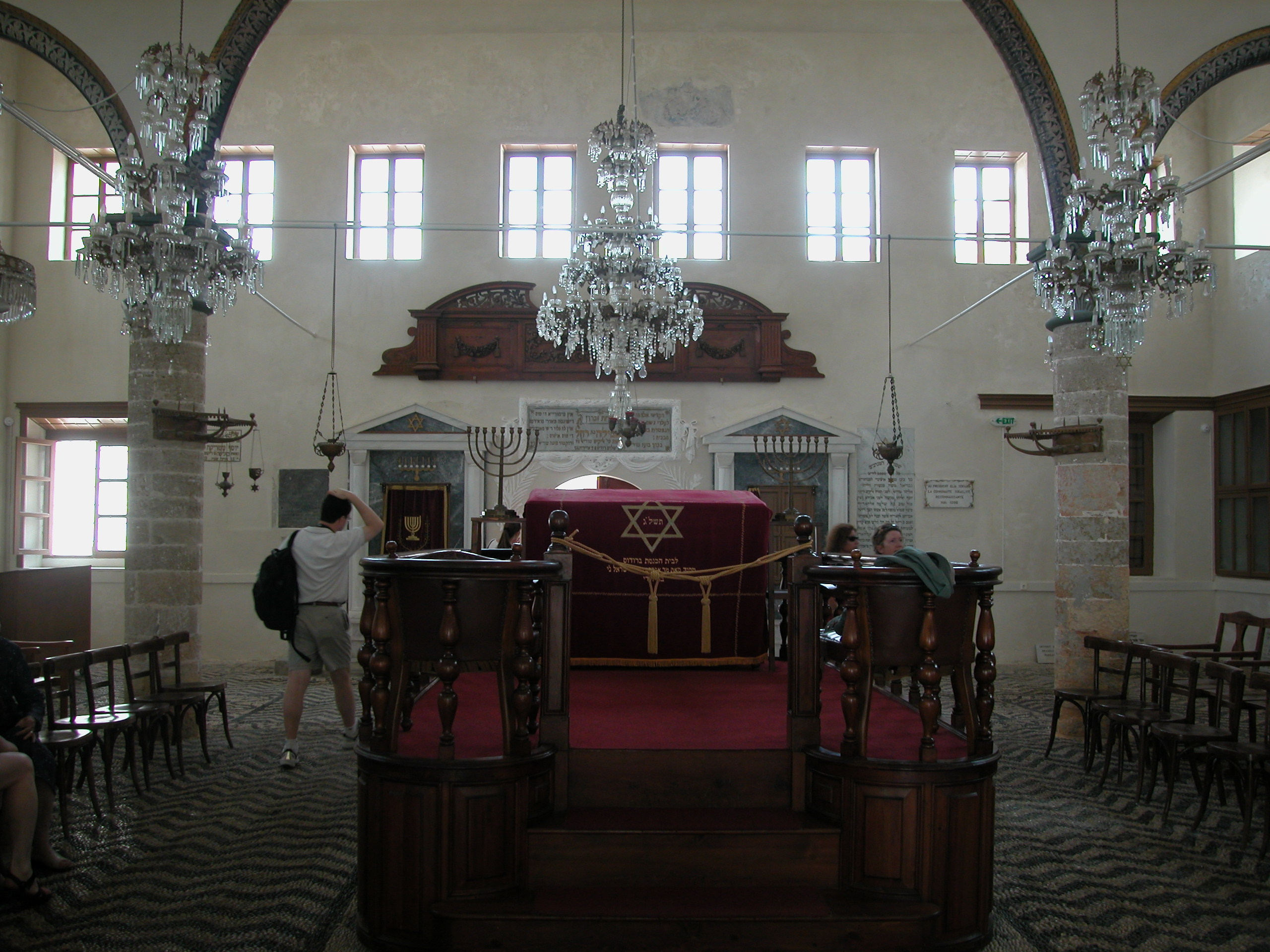
Interior de la Sinagoga de Shalom Kahal en Rodas.

La primera evidencia de la presencia de los judíos en Grecia es una inscripción hallada en Oropos, Ática, cerca de la ciudad de Atenas, referente a un personaje llamado Moschos Moschionos y que data de la 1.ª mitad del siglo III a. C.
Hacia el año 85 a. C. Estrabón atestigua la existencia de comunidades judías en todas las ciudades del Mediterráneo oriental. En la obra de Filón de Alejandría se menciona la existencia de comunidades en Esparta, Delos, Sikion, Samos, Cos, Creta, Tesalia, Voiotia, Macedonia, Etolia, Ática, Argos, Corinto y Chipre. En el siglo I, el apóstol Pablo habla de comunidades florecientes en Filipos, Tesalónica, Veroia, Atenas y Corinto.

## Época romana

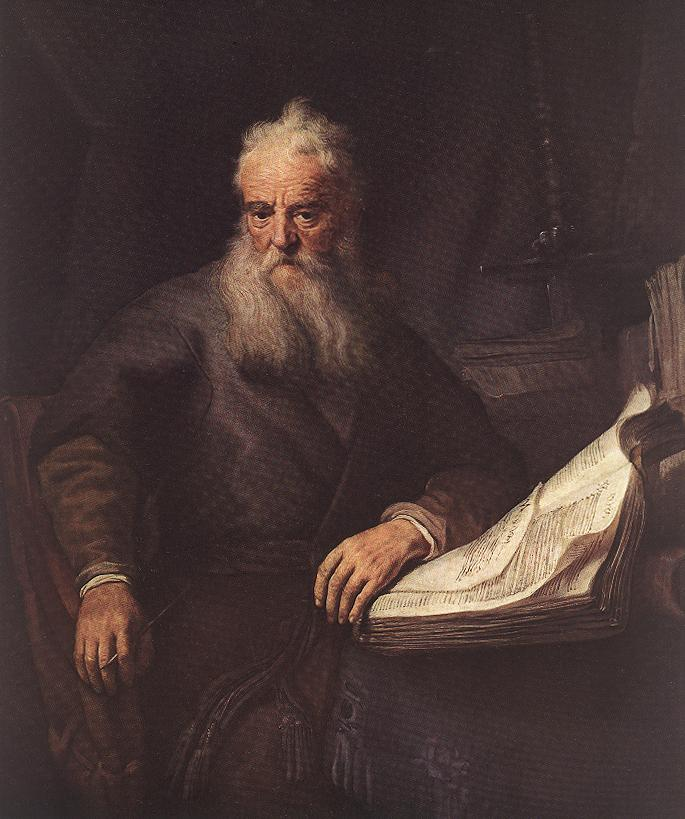
Saulo de Tarso de Rembrandt.

Grecia se disgregó del Imperio romano en el año 146 d. C. Los judíos que vivían en la Grecia romana tenían un modus vivendi distinto de aquellos que vivían en la provincia de Judea. El Nuevo Testamento describe a judíos griegos como una comunidad separada de los judíos de Judea y los primeros no participaron en la Primera Guerra judeo-romana o conflictos posteriores. Los judíos de Tesalónica devinieron una nueva colonia judía en el siglo I con una lengua distinta a las demás de una amplia autonomía romana.
Saulo de Tarso, más conocido como Pablo, fue un destacado apóstol del cristianismo primitivo. Nació en Tarso, ciudad de la provincia romana de Cilicia, y fue un judío fervoroso antes de su conversión al cristianismo. Pablo siempre se consideró judío y veía su herencia como una parte esencial de su identidad y misión. Su educación en la tradición farisea bajo la tutela del famoso rabino Gamaliel le otorgó una sólida formación en la Ley mosaica y en las Escrituras hebreas. Este bagaje judío fue un pilar fundamental en su labor como evangelizador, ya que lo capacitó para argumentar y predicar tanto a judíos como a gentiles de manera efectiva.
El hecho de que Pablo fuera judío fue crucial para el desarrollo del cristianismo primitivo. Su profundo conocimiento de las escrituras judías le permitió identificar en Jesús al Mesías esperado, y su misión de llevar el mensaje de salvación tanto a judíos como a gentiles fue una extensión de su comprensión de la fe judía. Para Pablo, la promesa de Dios a Israel se cumplía en Jesucristo, y él nunca dejó de verse a sí mismo como parte del pueblo de Israel.
A lo largo de sus viajes misioneros por ciudades clave del Imperio romano como Antioquía, Corinto, Éfeso y Roma, Pablo fundó numerosas comunidades cristianas, predicando a judíos y gentiles por igual. Su herencia judía le dio la capacidad única de tender puentes entre ambas culturas y de formular una teología inclusiva. Este enfoque lo llevó a ser conocido como el "Apóstol de los gentiles", pero siempre mantuvo un fuerte apego a sus raíces judías.
Las Epístolas paulinas, muchas de las cuales fueron dirigidas a comunidades tanto judías como gentiles, son una muestra clara de su esfuerzo por integrar la fe judía con la nueva comprensión del cristianismo. Entre sus obras más importantes destacan la Epístola a los Romanos y la Primera Epístola a los Corintios, textos que siguen siendo fundamentales en la doctrina cristiana.

### Durante el Imperio Bizantino
Después de la caída del Imperio Romano de Occidente, la cultura romana siguió en el Imperio bizantino. Los judíos de Grecia comenzaron decaer en importancia creciendo la atención hacia la ciudad de Constantinopla. [cita requerida]Algunos emperadores bizantinos estaban ansiosos de explotar la riqueza de los judíos de Grecia y les adjudicaron impuestos especiales, mientras forzaban su conversión al cristianismo.
El primer establecimiento de judíos asquenazíes en Grecia ocurrió en 1376, anunciando una inmigración asquenazí de Hungría y Alemania, para evitar la persecución de judíos a lo largo del siglo XV. Inmigrantes judíos de Francia y Venecia también llegaron a Grecia, y crearon nuevas comunidades judías en Tesalónica.
en la actualidad se han registrado actos de vandalismo contra la comunidad